# Rafael Lima
Rafael Duarte Lima (Belém, 9 de março de 1983), é um pugilista brasileiro.

## Carreira
Em 2015, Rafael Lima conquistou a medalha de bronze nos Jogos Pan-Americanos de 2015 em Toronto na categoria peso superpesado.